# Pèricles el Jove
Pèricles (en llatí Pericles, en grec antic Περικλη̂ς) va ser un general (estrateg) fill de Pèricles, el gran home d'estat atenenc, i de la seva dona Aspàsia de Milet.
Va néixer probablement a la meitat dels anys 440 aC, abans del 446 aC segons alguns historiadors. Va ser admès com a ciutadà atenenc per una excepció especial a la llei promulgada pel seu pare que prohibia la ciutadania als fills de mares no atenenques (metecs). Va exercir el càrrec públic d'Hellenotami l'any 410 o 409 aC, i el d'estrateg el 406 aC.
Va ser un dels generals que va prendre part en la batalla de les Arginuses i després de la batalla, juntament amb altres cinc generals va ser jutjat, condemnat a mort i executat per l'assemblea atenenca per no haver socorregut als supervivents de la tempesta que es va desencadenar tot just acabada la lluita.